# Escola d'Estat Major

Emblema del Cos d'Estat Major a Espanya.

Des del segle xix l'Exèrcit de Terra espanyol ha disposat de diverses escoles i acadèmies per a la formació d'oficials i tècnics d'Estat Major. Des del seu naixement al segle xix fins a l'actualitat, depenent de cada època, aquestes han utilitzat diversos noms.

## Història

### Orígens i primers anys
Després de la creació definitiva del Cos d'Estat Major l'any 1838 i acabada la Primera Guerra Carlina, dins d'un ampli programa de reformes militars entre les quals s'inclouen la creació de nous centres d'ensenyament militar, es va crear per Reial decret publicat el 25 de febrer de 1842 a la La Gaceta de Madrid, la Escola Especial d'Estat Major, sent el seu primer Director el Brigadier Manuel Monteverde. Va ser durant els anys de la Regència del General Baldomero Espartero, en la qual era Ministre de la Guerra el General Evaristo San Miguel, qui va defensar la creació d'aquesta Escola sobre la base dels avantatges que s'obtindrien amb la formació especialitzada dels militars que haurien de compondre el Cos en el futur sobre la base dels diversos i molt especialitzats coneixements que havien d'adquirir per al desenvolupament de les seves comeses. L'Escola va tenir un marcat caràcter madrileny i a la capital del Regne va mantenir la seva seu durant la major part de la seva existència. En la seva primera ubicació, en l'avui desaparegut palau del Barri de la Universidad en la Cuesta de San Vicente, els alumnes van rebre una amplia formació en matemàtiques, geodèsia, cosmografia, tàctica de les armes, fortificació, comptabilitat i administració militar, formació legal, geografia i història, idiomes, dibuix, equitació i esgrima.
L'Escola es va traslladar al setembre de 1847 al proper Caserna del Conde-Duque, on va romandre fins a juny de 1856 traslladant-se al Convent del Carmen situat en la confluència dels carrers Alcalá i Barquillo. L'any 1867, amb les noves reformes en l'ensenyament militar, l'Escola va canviar el seu nom passant a denominar-se Acadèmia d'Estat Major, i va afegir al seu ampli programa d'estudis la retòrica i la lògica, afegint-se un període de pràctiques abans de finalitzar la formació acadèmica.
Els anys que van seguir la revolució de 1868, van provocar nous canvis en la formació d'alumnes, suprimint-se la retòrica, idiomes, història i geografia, reduint el pla d'estudis i promovent un període final de pràctiques abans de culminar el període de formació acadèmica. Estrenat nou nom i programa d'ensenyament es va traslladar de nou al llavors recentment construït barri de Salamanca, ocupant un edifici situat al carrer Serrano cantonada amb el carrer Ayala. En aquesta seu li va sorprendre la restauració borbònica, que implicaria noves reformes en 1876, tornant-se a ampliar el programa amb la recuperació de les assignatures perdudes.
Al maig de 1885, l'Acadèmia va ser traslladada al palau del Comte de Miranda, proper a la Plaça Mayor de Madrid. Seguint les reformes en l'ensenyament implantades pel general Arsenio Martínez-Campos Antón l'Acadèmia va canviar de nom en 1886 passant a anomenar-se Acadèmia d'Aplicació d'Estat Major, canviant també el seu programa d'estudis més encaminat a l'estudi de les matèries que afectaven directament a les necessitats militars, reduint-se la formació científica dels alumnes, especialment en les assignatures de matemàtiques, ampliant-se els estudis sobre ferrocarrils i telègrafs, higiene i augmentant el nombre d'idiomes a estudiar.

### L'Escola Superior de Guerra
L'any 1887 es van produir, seguint la moda europea, les reformes del general Manuel Cassola que va proposar la transformació del Cos en Servei, la qual cosa va suposar profunds canvis en la vida de l'Acadèmia que acabarien per transformar-la acabant en 1893 amb la reforma del general José López Domínguez. Els canvis també van incloure un canvi de nom, passant l'acadèmia a anomenar-se Escola Superior de Guerra. Un dels requisits indispensables que es van posar per al seu accés era ser oficial de l'Exèrcit. Segons la reforma de López Domínguez, la formació d'oficials d'Estat Major consistia en un pla d'estudis de cinc anys, dels quals tres serien a l'escola i els dos restants de pràctiques en regiments. Finalitzat el període de formació, els oficials recentment llicenciats podien aspirar a formar part del Cos d'Estat Major, o romandre en el servei d'origen amb un diploma d'especialització.
Així doncs, la missió de l'Escola seria la de preparar caps i oficials en les funcions d'Estat Major alhora de difondre en l'exèrcit els ensenyaments i coneixements que requerien la direcció de les tropes i grans unitats. En 1920 l'Escola es va traslladar al carrer Sant Creu de Marcenado. Va ser durant l'època de la Segona República quan es van dur a terme una sèrie de mesures encaminades a una millora de la formació dels oficials. Les reformes militars de la República anaven encaminades a millorar la formació dels oficials, enfocant-se en una major especialització i ampliació de coneixements. Al moment en què es va proclamar la Segona República, l'Estat Major era un cos els oficials del qual constituïen una petita elit, enmig d'un Exèrcit amb escassa modernització i professionalització. Així, l'Escola Superior de Guerra quedaria com un centre que complementaria les noves d'escoles de formació militar (Escola Central de Tir, Gimnàstica, Automobilisme, etc.) creades per la República. A més, el ministre de la guerra, Manuel Azaña, va establir com a requisit obligatori ser diplomat en Estat Major o pertànyer al cos (previ pas per l'Escola Superior de Guerra) per poder ser destinat a l'Estat Major Central.

Emblema de l'Escola Superior de les Forces Armades (ESFAS).

En 1936, la guerra civil va fer que l'Escola suspengués els seus cursos i tanqués les seves portes per la seva proximitat al capdavant. Les circumstàncies bèl·liques van fer que la necessitat d'aquests professionals en tots dos bàndols es veiessin obligats a crear centres de formació que en poc temps poguessin ensenyar als alumnes les missions a exercir pels components del cos i servei, rebent el nom de Escola Popular d'Estat Major. En el cas republicà la seva seu estaria, primer en edificis cedits per la Universitat de València i posteriorment a Barcelona, a l'Escola Pia de Sarrià. El seu director va ser el tinent coronel Alfredo San Juan Colomer. Per la seva banda, a la zona revoltada la seu romandria situada durant tot el conflicte en l'Acadèmia de Cavalleria de Valladolid.

### Del franquisme al segle XXI
En 1940, ja acabada la contesa, l'Escola va reobrir les portes de la seva seu madrilenya del Carrer Santa Cruz de Marcenado, però sota el nom d' Escola d'Estat Major. Així continuaria durant les següents dues dècades. En 1964 es va realitzar una profunda transformació de l'ensenyament militar, creant-se la Escola Superior de l'Exèrcit, on va quedar integrada l'antiga Escola d'Estat Major. En 1999 va desaparèixer l'Escola Superior de l'Exèrcit al mateix temps que l'Escola d'Estat Major va deixar d'impartir el curs d'Estat Major, que va passar a impartir-se en la Escola Superior de les Forces Armades (ESFAS).
L'any 2000 va desaparèixer definitivament l'Escola d'Estat Major, creant-se en el seu lloc la Escola de Guerra de l'Exèrcit (EGE). Aquesta va seguir ocupant els mateixos locals que havien pertangut a aquella, convertint-se en hereva del seu historial i tradicions, com queda reflectit en el monument als caiguts del Cos i Servei situada en l'escala noble de l'Escola i en l'acte que manté visqui la tradició del Cos d'imposar per primera vegada la faixa d'Estat Major als alumnes que han superat el programa d'estudis i que es realitza en el Saló de Promocions, on en les seves parets es troben els quadres amb els llistats de tots els alumnes que formen les diferents promocions des de la seva creació en 1843.